# Vicirionessa ignota
Espèce
Vicirionessa ignota est une espèce d'araignées aranéomorphes de la famille des Salticidae.

## Distribution
Cette espèce est endémique du district de Masindi en Ouganda,. Elle se rencontre vers Budongo.

## Description
La carapace des femelles mesure de 3,0 à 3,3 mm de long sur de 2,3 à 2,6 mm et l'abdomen de 3,1 à 4,0 mm de long sur de 2,1 à 2,3 mm.

## Systématique et taxinomie
Cette espèce a été décrite par Wiśniewski et Wesołowska en 2024.

## Publication originale
- Wiśniewski & Wesołowska, 2024 : « Jumping spiders (Salticidae) of Uganda – revised list, new species and distributional data. » European Journal of Taxonomy, vol. 952, p. 1-171 (texte intégral).